# Palau Ismailiyya
El Palau Ismailiyya és un edifici històric que es troba al centre de la part alta de Bakú, capital de la República de l'Azerbaidjan. Actualment acull el Presidium de l'Acadèmia de Ciències de l'Azerbaidjan.
La construcció d'aquest edifici va començar el 1908 i va ser completada el 1913 per l'arquitecte polonès Józef Płoszko per a la Societat Musulmana de Beneficència. La construcció va ser finançada pel petrolier Agha Musa Naghiyev, el qual va contribuir també en el desenvolupament de Bakú.
L'edifici es va construir a l'estil gòtic venecià, i el seu nom oficial és en honor del fill de Naghiyev, Ismayil, que va morir jove de tuberculosi.
Una vegada finalitzat l'edifici, s'han realitzat conferències, reunions i congressos a la sala d'actes de pedra blanca. A les façanes frontals i laterals es varen esculpir, amb lletres daurades, algunes frases que indicaven que aquest edifici era destinat a la Societat Musulmana de Beneficència:
«L'ésser humà s'aixeca amb el treball, i només amb l'ajuda del treball pot aconseguir el seu objectiu». «El treball va crear l'ésser humà». «Una persona ha d'esforçar-se pel coneixement des del naixement fins a la mort». «Musulmans, el vostre segle mor amb vosaltres. Prepareu els vostres descendents per al futur». «Esforça't pel coneixement, malgrat la longitud del camí».
Durant els Dies de Març de 1918 l'edifici va patir danys degut a la guerra i als incendis i el 1923 es va reconstruir però se'n varen eliminar les frases.
Tot i això, avui, aquest interessant edifici és una dels fites més importants de l'històric Baku.